# Gerd von Dettenhusen
Gerd von Dettenhusen (* ?; † nach 1435), in den Quellen auch Gheerde van Dettenhuzen, war von 1395 bis 1421 Bremer Ratsherr und Bremer Bürgermeister von 1414 bis 1420 (oder 1421).

## Leben

### Herkunft
Gerd von Dettenhusen entstammte über seinen Vater Bernhard einer Familie, die in Bremen bereits Anfang des 14. Jahrhunderts eine herausragende Rolle spielte. Sein Urgroßvater, der ebenfalls den Namen Bernhard trug, war 1306 Consul, also Ratsherr in der Stadt. Dessen Sohn Bernhard war 1316 Senator, sein gleichnamiger Enkel, also Gerds Vater Bernhard, war 1330 Senator. Spätestens 1376 wurde er als borghermester bezeichnet. Er war bereits 1375 Bürgermeister des Bremer Rates. 1378 erschien er als Proconsul.

### Zur wirtschaftlichen Basis und den Rechtsverhältnissen
Wie andere Ratsherren, so besaß Gerd Wald im Umkreis der Stadt. Zu den Waldbesitzern, die ab 1405 Holz zum Bau des Bremer Rathauses beisteuerten, gehörten neben Gerd von Dettenhusen die Waldbesitzer Bernd und Detward Prindeney, Friedrich Wigger, der 1410 bis 1417 selbst Bürgermeister war, Arnd Boller, Johann Vasmer (1422 bis 1430 Bürgermeister) sowie der seinerzeitige Bürgermeister Johann Hemeling (1405–10). Das Holz wurde auf flachbödigen Eichenschiffen herantransportiert, an der Weser gewogen und dann mit Wagen zum Liebenfrauenkirchhof gefahren.
Militärisch trat Gerd von Dettenhusen durch eine Expedition gegen die Vitalienbrüder hervor, die er zusammen mit dem Ratsherrn Jakob Olde durchführte. Doch derlei militärischer oder handelsmäßiger Einsatz war nicht ohne Risiken, zumal die Grenzen uneindeutig waren. Als 1402 ein Schiff auf dem Weg nach England, beladen mit Weizen, in Seenot geriet und vor der schottischen Küste landete, wurde es von Engländern „de Novo Castello“ (Newcastle) gekapert. Dabei erlitten mehrere Kaufleute hohe Verluste, darunter auch Gerd von Dettenhusen. Ein weiteres Schiff, das Dettenhusen zusammen mit acht Kaufmännern aus Bremen gehörte, wurde gleichfalls gekapert – wobei neun „famuli“ ums Leben kamen – und nach London entführt. Zudem wurde der Kapitän nach 14 Tagen der Gefangenschaft ins Meer gestürzt.

### Ratsherr (ab 1395), Bürgermeister (1414–20/21)
1414 bis 1421 war Gerd von Dettenhusen Bürgermeister, nachdem er schon 1395 Ratsherr geworden war. 1418 ging er zusammen mit Hinrik Sparenberch als Gesandter zum Hansetag nach Lübeck. Wie schon so oft gerieten die Bremer mit den Hamburgern in Streit, diesmal wegen der Sitzordnung. Während die Hamburger Gesandten – Lübeck führte den Vorsitz – zur rechten Hand direkt neben den Lübeckern sitzen sollten, sollten die Bremer zur linken Hand, aber hinter den Kölnern Platz nehmen. Da die Bremer einen Schiedsspruch nicht anerkennen wollten, reisten sie ab.
1419 war Gerd von Dettenhusen einer der Unterhändler, die einen Vertrag zwischen dem Grafen von Oldenburg und der Hanse aushandelten.
Nach seiner Amtszeit geriet er um die Abgabenfreiheit eines Grundstücks in Walle in Streit mit dem Willehadikapitel. Dabei verband sich Gerd mit dem Pauls-Kloster östlich der Stadt. Als Schiedsrichter wurden von den Streitparteien die Bauern in Walle angerufen. Ihre Entscheidung wurde in einem Notariatsinstrument niedergelegt.
Gerds Tochter Gesche heiratete 1414 den in Bremen wohnhaften und sehr vermögenden Hinrich von der Hude, einen Großkaufmann. 1413 war dessen erste Frau Margareta verstorben. Gesche und Hinrich hatten zwei Töchter: Margarete (Gretke) (* um 1430; † 1518) und Reimede (* um 1435; † nach 1459?). 1409 besaß Hinrich ein Haus bei der St.-Martini-Kirche. Außer in der Umbruchsphase von 1427 bis 1433 saß er von 1410 bis 1459 im Rat.

### Erbgang
1443 erstellte Gerds Schwiegersohn Hinrich von der Hude im Zusammenhang mit einem Gerichtsverfahren, das seit 1413 andauerte, eine Liste seiner Güteransprüche in Ritterhude zusammen, dazu kamen neben anderen Gütern Wälder in Stotel, die bereits seinem Urgroßvater, Ritter Friedrich von der Hude gehört hatten, sowie seinem Großvater Lüder von der Hude.
Da Hinrich söhnelos starb, nahm Geverd von der Hude die Gelegenheit wahr, sein Eigentum als nächster noch lebender, männlicher Verwandter (Schwertmage) in Anspruch zu nehmen. Hinrich vererbte jedoch vor seinem Tod am 9. Juni 1459 seiner Frau seinen Besitz, der Tochter Gerds von Dettenhusen, und seinen zwei Töchtern. Dabei sollte die Witwe den Besitz zusammenhalten. Gesche beschuldigte später ihren Schwiegersohn Lüder Scharhar, sie um ihren Anteil, die Hälfte des Gesamteinkommens aus dem Erbe, betrügen zu wollen. Das über den Fall sitzende Gericht bildeten am 25. April 1461 die Ratsherren Diderich Scharhar, Herrmann Gröpeling und Daniel Brand, dazu Frederick von Varle. Gesche setzte sich durch. Sie lebte noch drei Jahrzehnte und starb um 1492.